# Leif Erikson Awards
Les Leif Erikson Awards, parfois appelés Exploration Awards, sont des récompenses attribuées chaque année par le Musée de l'exploration d'Húsavík, en Islande.

## Description
Ils sont donnés dans trois catégories :
- Explorateur ayant consacré sa vie à l'exploration
- Jeune explorateur de moins de 35 ans
- Personne ou organisation travaillant à la promotion et à la préservation du patrimoine historique de l'exploration[2].

Les Leif Erikson Awards sont l'événement principal et final de l'Húsavík Explorers Festival. Les prix ont été décernés pour la première fois en 2015. Ils ont été nommés en l'honneur de l'explorateur islandais Leif Erikson, considéré comme le premier Européen à avoir débarqué en Amérique du Nord.

## Comité scientifique
Les gagnants des prix Leif Erikson sont votés par les membres du Comité scientifique du Musée de l'exploration. Le comité est nommé pour un an par le conseil d'administration du musée, à l'exception du président, qui est le vainqueur de l'année précédente.

## Palmarès

### Tableau récapitulatif
| Année | Exploration Award   | Young Explorer Award   | History Award          |
| ----- | ------------------- | ---------------------- | ---------------------- |
| 2015  | Harrison Schmitt    | Jessica Watson         | Huw Lewis-Jones (en)   |
| 2016  | Scott E. Parazynski | Tashi et Nungshi Malik | Dragon Harald Fairhair |

### Par année

#### 2015
Leif Erikson Exploration Award
- Harrison Schmitt, astronaute de la mission Apollo 17 pour son travail scientifique effectué sur la Lune en 1972 et pour sa participation à l'entraînement de tous les astronautes qui ont marché la Lune avant lui.

Leif Erikson Young Explorer Award
- Jessica Watson pour son voyage de 210 jours à travers le monde, d'octobre 2009 à mai 2010. Le 15 mai 2010, elle est devenue la personne la plus jeune à avoir terminé une circumnavigation en solitaire dans l'hémisphère sud sans escale et sans aide, à l'âge de 16 ans.

Leif Erikson Exploration History Award
- Huw Lewis-Jones (en) pour son engagement en faveur de l'histoire de l'exploration et ses écrits sur la culture visuelle, la navigation maritime, l'alpinisme et les environnements éloignés.

#### 2016
Leif Erikson Exploration Award
- Scott Parazynski, astronome, pour son rôle auprès de John Glenn[4]

Leif Erikson Young Explorer Award
- Tashi et Nungshi Malik[5]

Leif Erikson Exploration History Award
- Dragon Harald Fairhair[6].